# Video CD
Video CD (förkortas VCD, även känd som View CD och Compact Disc digital video) är ett format som används för att lagra film på en CD-skiva. Bild- och ljudkvaliteten är ungefär lika bra som hos VHS.
VCD är baserat på MPEG-1, med konstant bitrate (CBR) på 1150 kbit med upplösningen 352 × 240 (NTSC) eller 352 × 288 (PAL). VCD har fått sin största spridning i Asien (förutom Japan) eftersom det är billigare att trycka skivorna jämfört med till exempel DVD, de tål högre luftfuktighet än VHS-band och spelarna är billiga att tillverka. VCD används generellt för filmer med lite lägre kvalitet (CAM/TS/TC/Screener(VHS)/TV-rip (analog)) för att få mindre filer och få plats med så mycket som möjligt på en enkel skiva. Videodelen av VCD och SVCD lagras på skivan i sektorer utan checksummor och kod för felrättning. Detta gör att det får plats lite mer data än på en normal data-CD.
De flesta moderna DVD-spelare, datorer och vissa TV-spelskonsoler kan spela upp VCD-skivor.
Formatet lanserades 1993, men ersattes från 1998 och framåt av DVD.

### Fotnoter
1. ↑  ”Video CD (1993 – 2000s)” (på engelska). Museum of Obselete Media. 11 mars 1993. http://www.obsoletemedia.org/video-cd/. Läst 27 juni 2015.